# Oncidium eliae
Oncidium eliae är en orkidéart som först beskrevs av Robert Allen Rolfe, och fick sitt nu gällande namn av Mark W. Chase och Norris Hagan Williams. Oncidium eliae ingår i släktet Oncidium och familjen orkidéer. Inga underarter finns listade i Catalogue of Life.